# Эйткен, Уильям, 1-й барон Бивербрук
Уильям Максуэлл Эйткен, 1-й барон Бивербрук (англ. Max Aitken, 1st Baron Beaverbrook; 25 мая 1879, Вон, Онтарио Канада — 9 июня 1964, графство Суррей, Великобритания) — английский и канадский политический деятель, министр, издатель, предприниматель и меценат. Член Тайного совета Великобритании. Кавалер ордена Суворова 1-й степени.

## Биография
В молодости успешно занимался частным предпринимательством в Канаде. В 1910 году становится членом Палаты общин Великобритании от Консервативной партии. В 1911 году был возведён в рыцарское звание. Перед Первой мировой войной Эйткен начинает создавать крупный газетно-издательский концерн, в который входят такие влиятельные ежедневники, как Evening Standard и Daily Express. В годы Первой мировой войны Эйткен по заданию канадского правительства освещает в своих изданиях вклад Канады в войне.
В 1916 году Уильям Эйткен становится баронетом, а в 1917 году получил титул барона Бивербрук (по местечку Бивербрук в провинции Нью-Брансуик, Канада). В том же, 1917-м году Бивербрук назначается министром информации Великобритании. На этой должности он руководит действиями стран Антанты на международной арене в области антигерманской, антиавстрийской и антитурецкой пропаганды. В 1918 году также ненадолго занимал пост Канцлера герцогства Ланкастерского (в ранге министра).
В период между мировыми войнами Бивербрук достигает большого влияния в британской политике благодаря принадлежащей ему газетно-информационной империи. Так, Бивербруку принадлежит особая роль в освещении и раздувании скандала вокруг брака-мезальянса между королём Эдуардом VIII и дважды разведённой американкой Уоллис Симпсон, а также вокруг симпатий короля к нацистской Германии. 
Во время Второй мировой войны Бивербрук сперва был министром авиационной промышленности, затем — министром запасов и снабжения. Сумел добиться резкого увеличения выпуска заводами боевых самолётов.
После нападения Гитлера на СССР лорд Бивербрук выступал за всемерную помощь Советскому Союзу, принял активное участие во «втягивании» в эту помощь США, которые поставляли Великобритании вооружение по программе ленд-лиза, 29 сентября — 1 октября 1941 года принимал участие в «Московской конференции трех держав». 
В 1943—1945 годах Бивербрук — Лорд-хранитель Малой печати.

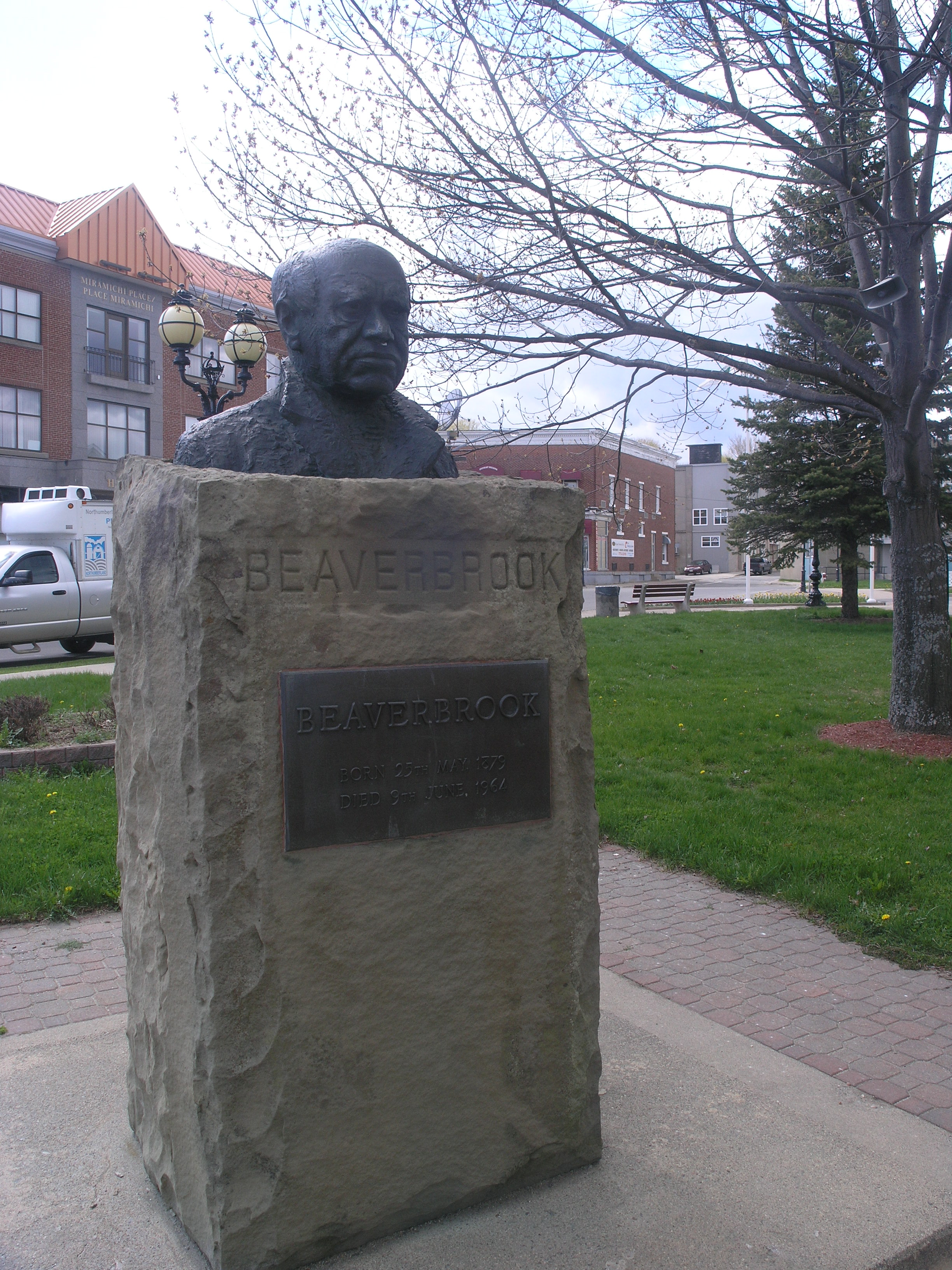

После войны жил в своём имении в Суррее, был известен как меценат, написал несколько книг. Своё состояние завещал общественному фонду Бивербрука, который в настоящее время возглавляет его внук. Существует предположение историка Силии Ли, что лорду Бивербруку принадлежал «Портрет Уинстона Черчилля» работы Грэхема Сазерленда, судьба которого так и не была установлена (возможно, он был уничтожен супругой премьер-министра).
Лорд Бивербрук был дважды женат; от своей первой жены, умершей в 1927 году, имел троих детей. Вторично женился в 1963 году, в возрасте 84 лет, на вдове своего друга.

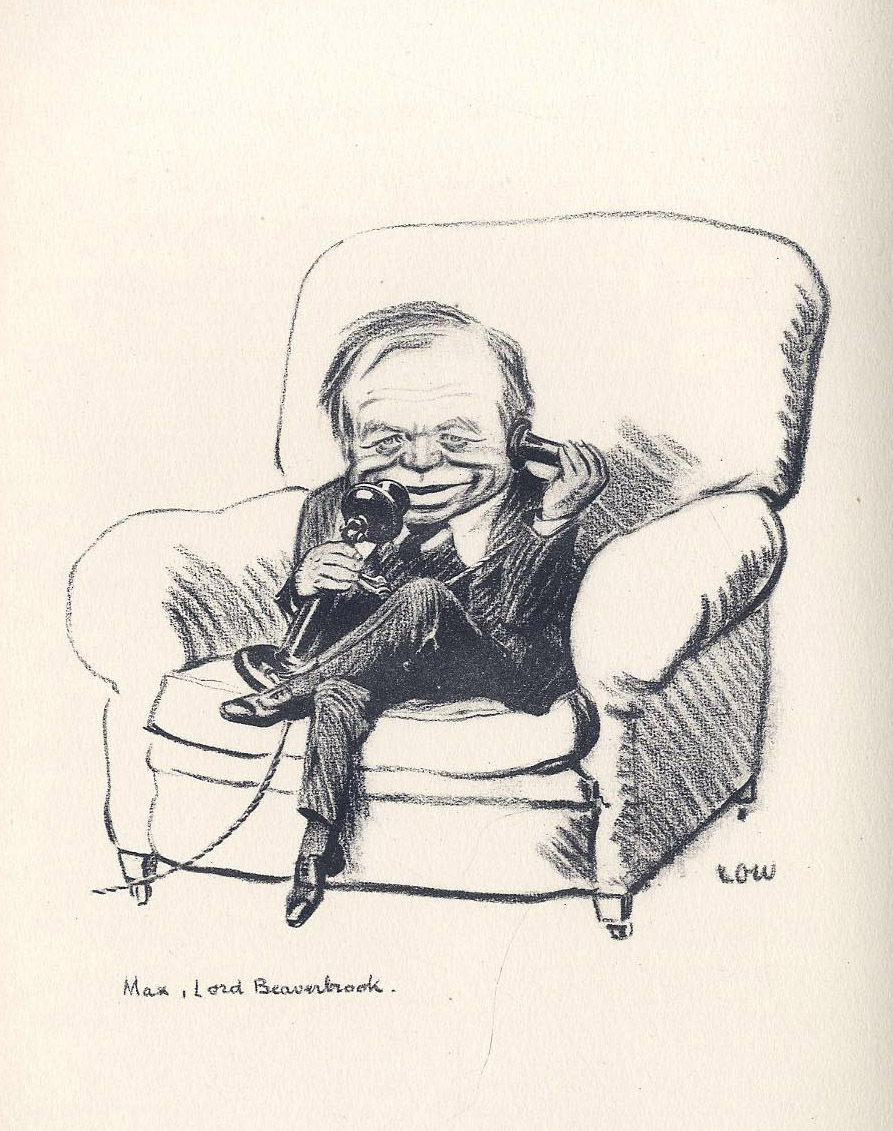
Уильям Максуэлл Эйткен, 1928.